# سوق الحاج لخضر
سوق الحاج لخضر مسلسل كوميدي جزائري من إنتاج التلفزيون الجزائري، من إخراج محمود زموري.

## الممثلون
- لخضر بوخرص الحاج لخضر
- هشام مصباح لطفي
- مراد شعبان سفيان
- أنيسة زروفي نسرين
- ليندة سلام حنان
- عمار قندوز شريف
- بختة بن ويس بختة
- عمر ثايري عمر
- قدور بن قدور قدور
- سفيان دارزعاف Pipou
- عتيقة طوبال عتيقة
- فريد كسايسية فريد
- إسماعيل عيساوي ولد شريف
- نواري راجعي نواري
- عزيز دقة زوبير
- عبد مجيد بن بلال بوجمعة
- سليم خرشي سليم الروكي
- خلاص السعيد أرزقي
- محمد بسام المصري
- أمين عبدلي ألكسندر
- صوفيا مجبر جوجو
- نورالدين علان نورالدين
- الوجوه الجديدة :
  - محمد امين موساوي سليم

### ضيوف الحلقات
- جمال بوناب أب فريد
- محمد حليموش
- يوسف حبوش
- حميد مصباح سي علي
- محمد امين يخلف
- مروان بودياب
- سراية حميد